# Teoría de las inteligencias múltiples

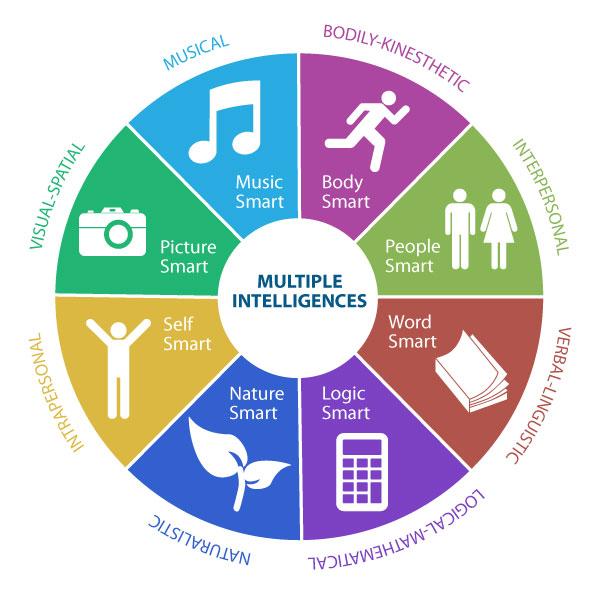
Las modalidades de inteligencia.

La teoría de las inteligencias múltiples es un modelo de entendimiento de la mente elaborado por Howard Gardner y publicado en 1983. Para él, la inteligencia no es un conjunto unitario que agrupe diferentes capacidades específicas, sino una red de conjuntos autónomos, relativamente interrelacionados. Para Gardner el desarrollo de algún tipo de inteligencia depende de tres factores: Factor biológico, factor de la vida personal, y factores culturales e históricos.
Para Howard Gardner, la inteligencia es un potencial biopsicológico de procesamiento de información que se puede activar en uno o más marcos culturales para resolver problemas o crear productos que tienen valor para dichos marcos. De esta manera, desde esta perspectiva las inteligencias no son algo que se pueda ver o contar: son potenciales ―es de suponer que neurales― que se activan o no en función de los valores de una cultura determinada, de las oportunidades disponibles en esa cultura y de las decisiones tomadas por cada persona o su familia, sus enseñantes y otras personas.

## Tipos de inteligencia

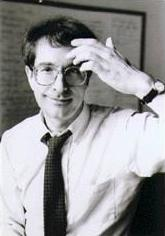
Howard Gardner Psicólogo e investigador.

Howard Gardner defiende que, así como hay muchos tipos de problemas que resolver, también hay muchos tipos de inteligencias. Tomó la decisión de escribir acerca de las «Inteligencias Múltiples» para resaltar el número desconocido de capacidades humanas, e »inteligencias« para subrayar que estas capacidades son tan fundamentales como las que tradicionalmente detecta el Cociente Intelectual (CI).
Gardner menciona que los seres humanos poseemos una gama de capacidades y potenciales ―inteligencias múltiples― que se pueden emplear de muchas maneras productivas, tanto juntas como por separado. Y el conocimiento de las múltiples inteligencias ofrece la posibilidad de poder desplegarlas con la máxima flexibilidad y eficacia en el desempeño de las distintas funciones definidas por cada sociedad.
De este modo, la hipótesis de las inteligencias múltiples se desarrolló con el objetivo de describir la evolución y la topografía de la mente humana, y no como un programa para desarrollar un cierto tipo de mente o para estimular un cierto tipo de ser humano. Hasta la fecha, Howard Gardner y su equipo de la Universidad de Harvard han identificado doce tipos distintos de inteligencia:
- Lingüístico-Verbal. Consiste en la dominación del lenguaje.
- Lógico-Matemática. Capacidad de conceptualizar las relaciones lógicas entre las acciones o los símbolos.
- Visual-espacial. Capacidad de reconocer objetos y hacerse una idea de sus características.
- Musical-auditiva. Capacidad para reconocer los caracteres del sonido.
- Corporal-Kinestésica. Capacidad para coordinar movimientos corporales.
- Interpersonal. Capacidad de la empatía, y de entender la elección de las amistades, pareja, etc.
- Intrapersonal. Habilidad de conocerse a uno mismo, por ejemplo sus sentimientos o pensamientos, etc.
- Naturalista. Sensibilidad que muestran algunas personas hacia el mundo natural.
- Emocional. Abarca habilidades para reconocer, comprender y manejar emociones propias y ajenas.
- Existencial. Meditación de la existencia. Incluye el sentido de la vida y la muerte.
- Creativa. Consiste en innovar y crear cosas nuevas.
- Colaborativa. Capacidad de elegir la mejor opción para alcanzar una meta trabajando en equipo.

### Inteligencia lingüístico-verbal
La función del lenguaje es universal, y su desarrollo en los niños es sorprendentemente similar en todas las culturas. Incluso en el caso de personas sordas a las que no se les ha enseñado explícitamente una lengua de señas, a menudo, independientemente de una cierta modalidad en ello, tienen dificultades para construir frases más sencillas. Al mismo tiempo, otros procesos mentales pueden quedar completamente ilesos.
- Capacidades implicadas. Destreza para comprender el orden y el significado de las palabras en la lectura, la escritura, al hablar y escuchar.
- Habilidades relacionadas. Hablar y escribir eficazmente, memoria y buena dicción.
- Perfiles profesionales. Líderes políticos o religiosos, oradores, abogados, poetas, escritores, etc.
- Beneficios al desarrollar esta inteligencia. Mejora la imaginación y creatividad, agiliza la mente, buen entendimiento, aumenta la ortografía, facilita el pensamiento, relaja, te expone a nuevas experiencias e intereses.
- Actividades y materiales de enseñanza que se podrían emplear para desarrollar esta inteligencia. Debates, escribir diarios, lectura oral, presentaciones, libros, computadoras, grabadoras, entre otras.

### Inteligencia lógico-matemática
En los seres humanos dotados de esta forma de inteligencia, el proceso de resolución de problemas abstractos a menudo es extraordinariamente rápido: el matemático y científico en general competente maneja simultáneamente muchas variables y crea numerosas hipótesis que son evaluadas sucesivamente y, posteriormente, son aceptadas o rechazadas. Es importante puntualizar la naturaleza no verbal de la inteligencia matemática así como del resto de inteligencias excepto, claramente, en lo que respecta a muchos aspectos de la inteligencia lingüístico-verbal. En efecto, es posible construir la solución del problema antes de que esta sea articulada.
Se manifiesta por la facilidad en la elaboración de cuestiones que involucren cálculos, por la capacidad de percibir la geometría en los espacios recorridos y por la satisfacción expresa en la solución de problemas lógicos. Se percibe también en la sensibilidad y capacidad para discernir patrones numéricos o lógicos y para manipular largas cadenas de raciocinio. Alcanza su mayor potencia en la adolescencia y el inicio de la edad adulta, pero puede estimularse desde la infancia en cualquier disciplina del currículo escolar.
- Capacidades implicadas: capacidad para identificar modelos abstractos en el sentido estrictamente matemático, calcular numéricamente, formular y verificar hipótesis, utilizar el método científico y los razonamientos inductivo y deductivo.
- Habilidades relacionadas: razonar lógicamente, resolver problemas y montar rompecabezas.
- Perfiles profesionales: Economista, ingenieros, científicos, matemáticos, contables, etc.
- Beneficios al desarrollar esta inteligencia: Mejora el pensamiento para hacer cálculos, buen desarrollo de procesos, buen análisis financiero, buen entendimiento de fórmulas para tomar buenas decisiones, buen manejo y administración de los bienes.
- Actividades y materiales de enseñanza que se podrían emplear para desarrollar esta inteligencia: resolución de problemas abstractos, cálculos mentales, juego con números, calculadoras, entrevistas cuantitativas, etc.

### Inteligencia espacial-visual
La resolución de problemas espaciales se aplica a la navegación y al uso de mapas. Otro tipo de solución a los problemas espaciales aparece en la visualización de un objeto visto desde un ángulo diferente. También se emplea este tipo de inteligencia en las artes visuales.
- Aspectos biológicos: El hemisferio derecho (en las personas diestras) demuestra ser la sede más importante del cálculo espacial. Las lesiones en la región posterior derecha provocan daños en la habilidad para orientarse en un lugar, para reconocer caras o escenas o para apreciar pequeños detalles. Los pacientes con un daño específico en las regiones del hemisferio derecho, intentarán compensar su deficiencia espacial con estrategias lingüísticas: razonarán en voz alta, para intentar resolver una tarea o bien se inventarán respuestas. Pero las estrategias lingüísticas no parecen eficientes para resolver tales problemas. Las personas ciegas son un claro ejemplo de la distinción entre inteligencia espacial y perspectiva visual. Un ciego puede reconocer ciertas formas a través de un método indirecto, pasar la mano a lo largo de un objeto, por ejemplo, construye una noción diferente a la visual de longitud. Para el invidente, el sistema perceptivo de la modalidad táctil corre en paralelo a la modalidad visual de una persona visualmente normal. Por lo tanto, la inteligencia espacial sería independiente de una modalidad particular de estímulo sensorial.[8]

- Capacidades implicadas: Capacidad para presentar ideas visualmente, crear imágenes mentales, percibir detalles visuales, dibujar y confeccionar bocetos.
- Habilidades relacionadas: realizar creaciones visuales y visualizar con precisión.
- Perfiles profesionales: artistas, fotógrafos, arquitectos, diseñadores, publicistas, etc.
- Actividades y materiales de enseñanza que se podrían emplear para desarrollar esta inteligencia: actividades artísticas, mapas mentales, visualizaciones, metáforas, vídeos, gráficos, mapas, juegos de construcción, etc.

### Inteligencia musical-auditiva
Los datos procedentes de diversas culturas hablan de la universalidad de la noción musical. Incluso los estudios sobre el desarrollo infantil sugieren que existe habilidad natural y una percepción auditiva (oído y cerebro) innata en la primera infancia hasta que existe la habilidad de interactuar con instrumentos y aprender sus sonidos, su naturaleza y sus capacidades.
- Aspectos biológicos: Ciertas áreas del cerebro, más difusas que las del lenguaje y situadas generalmente en el hemisferio derecho, desempeñan papeles importantes en la percepción y la producción musical. En ciertos casos de lesiones cerebrales, existe evidencia de «amusia» (pérdida de capacidad musical).
- Capacidades implicadas: capacidad para escuchar, cantar, tocar instrumentos así como analizar sonido en general.
- Habilidades relacionadas: crear y analizar música.
- Perfiles profesionales: músicos, compositores, críticos musicales, etc.
- Actividades y materiales de enseñanza que se podrían emplear para desarrollar esta inteligencia - Cantar, tocar instrumentos, escuchar música, asistir a conciertos, cintas de música, etc.
- Recomendaciones para desarrollar ésta inteligencia en niños: proporcionar un ambiente musical desde la gestación, realizar juegos musicales, facilitar elementos musicales en su entorno, proporcionar experiencias directas con la música.

### Inteligencia corporal-kinestésica
La evolución de los movimientos corporales especializados es importante para la especie; en los humanos esta adaptación se extiende al uso de herramientas. El movimiento del cuerpo sigue un desarrollo claramente definido en niños y no hay duda de su universalidad cultural. La consideración del conocimiento cinético corporal como «apto para la solución de problemas» puede ser menos intuitiva; sin embargo, utilizar el cuerpo para expresar emociones (danza), competir (deportes) o crear (artes plásticas), constituyen evidencias de la dimensión cognitiva del uso corporal.
- Aspectos biológicos: El control del movimiento corporal se localiza en la corteza motora y cada hemisferio domina o controla los movimientos corporales correspondientes al lado opuesto[cita requerida]. En diestros, el dominio de este movimiento se suele situar en el hemisferio izquierdo. La habilidad para realizar movimientos voluntarios puede resultar dañada, incluso en individuos que puedan ejecutar los mismos movimientos de forma refleja o involuntaria. La existencia de apraxia específica constituye una línea de evidencia a favor de una inteligencia cinética.
- Capacidades implicadas: capacidad para realizar actividades que requieren fuerza, rapidez, flexibilidad, coordinación óculo-manual y equilibrio.
- Habilidades relacionadas: Utilizar las manos para crear o hacer reparaciones, expresarse a través del cuerpo.
- Perfiles profesionales: deportistas, actores, modelos, bailarines, etc.
- Actividades y materiales de enseñanza que se podrían emplear para desarrollar esta inteligencia: manuales, teatro, danza, relajación, materiales táctiles, deportes, etc.

### Inteligencia Intrapersonal
La inteligencia intrapersonal es el conocimiento de los aspectos internos de una persona: el acceso a la propia vida emocional, a la propia gama de sentimiento, la capacidad de efectuar discriminaciones entre ciertas emociones y, finalmente, ponerles un nombre y recurrir a ellas como medio para interpretar y orientar la propia conducta. Las personas que tienen una inteligencia intrapersonal notable poseen modelos viables y eficaces de sí mismos. Pero al ser esta forma de inteligencia la más privada de todas, requiere otras formas expresivas para que pueda ser observada en funcionamiento.
La inteligencia interpersonal permite comprender y trabajar con los demás; la intrapersonal, en cambio, permite comprenderse mejor y trabajar con uno mismo. En el sentido individual de uno mismo, es posible hallar una mezcla de componentes intrapersonal e interpersonales. El sentido de uno mismo es una de las más notables características humanas: simboliza toda la información posible respecto a una persona y qué es. Se trata de una invención que todos los individuos construyen para sí mismos.
- Aspectos biológicos: los lóbulos frontales desempeñan un papel central en el cambio de la personalidad, los daños en el área inferior de los lóbulos frontales pueden producir irritabilidad o euforia; en cambio, los daños en la parte superior tienden a producir indiferencia, languidez y apatía (personalidad depresiva).
- Entre los afásicos que se han recuperado lo suficiente como para describir sus experiencias se han encontrado testimonios consistentes: aunque pueda haber existido una disminución del estado general de alerta y una considerable depresión debido a su estado, el individuo no se siente a sí mismo una persona distinta, reconoce sus propias necesidades, carencias, deseos e intenta atenderlos lo mejor posible.
- Capacidades implicadas: capacidad para plantearse metas, evaluar habilidades y desventajas personales y controlar el pensamiento propio.
- Habilidades relacionadas: meditar, exhibir disciplina personal, conservar la compostura y dar lo mejor de sí mismo.
- Perfiles profesionales: individuos maduros que tienen un autoconocimiento rico y profundo.
- Beneficios al desarrollar esta inteligencia: Mayor autoconocimiento, manejo de emociones, mejor productividad, mayor equilibrio.
- Actividades y materiales de enseñanza que se podrían emplear para desarrollar esta inteligencia: instrucción individualizada, actividades de autoestima, redacción de diarios, proyectos individuales, meditación, entre otros.

### Inteligencia interpersonal
La inteligencia interpersonal se constituye a partir de la capacidad de sentir distinciones entre los demás, en particular, contrastes en sus estados de ánimo, temperamento, motivaciones e intenciones. Esta inteligencia le permite a un adulto hábil, leer las intenciones y los deseos de los demás, aunque se los hayan ocultado. Esta capacidad se dará de forma muy sofisticada en los líderes religiosos, políticos, terapeutas y profesores. Esta forma de inteligencia no depende necesariamente del lenguaje.
- Aspectos biológicos: Todos los indicios proporcionados por la investigación cerebral sugieren que los lóbulos frontales desempeñan un papel importante en el conocimiento interpersonal. Los daños en esta área pueden causar cambios drásticos de personalidad, aunque otras formas de resolución de problemas puedan quedar inalteradas: una persona no es la misma después de la lesión. La evidencia biológica de la inteligencia interpersonal abarca factores adicionales que, a menudo, se consideran excluyentes de la especie humana:

1. La prolongada infancia de los primates, que establece un vínculo estrecho con la madre, favorece el desarrollo intrapersonal.
2. La importancia de la interacción social entre los humanos que demandan participación y cooperación. La necesidad de cohesión al grupo, de liderazgo, de organización y solidaridad, surge como consecuencia de la necesidad de supervivencia.

- Capacidades implicadas: trabajar con gente, ayudar a las personas a identificar y superar problemas.
- Habilidades relacionadas: capacidad para reconocer y responder a los sentimientos y personalidades de los otros.
- Perfiles profesionales: administradores, docentes, psicólogos, terapeutas y abogados[10]
- Beneficios al desarrollar esta inteligencia: Mejora el autoconocimiento y la toma de decisiones, mejora el rendimiento laboral, protege y evita estrés, favorece el desarrollo personal.
- Actividades y materiales de enseñanza que se podrían emplear para desarrollar esta inteligencia: aprendizaje cooperativo, tutorías, juegos de mesa, materiales para teatro, etc.

### Inteligencia naturalista
En 1995, se añadió este tipo de inteligencia. Esta inteligencia la utilizamos cuando observamos la naturaleza o los elementos que se encuentran a nuestro alrededor.
Se describe como la competencia para percibir las relaciones que existen entre varias especies o grupos de objetos y personas, así como reconocer y establecer si existen distinciones y semejanzas entre ellos.
Los naturalistas suelen ser hábiles para observar, identificar y clasificar a los miembros de un grupo o especie, e incluso, para descubrir nuevas especies. Su campo de observación más afín es el mundo natural, donde pueden reconocer flora, fauna y utilizar productivamente sus habilidades en actividades de caza, ciencias biológicas y conservación de la naturaleza, pero puede ser aplicada también en cualquier ámbito del saber y la cultura.
En realidad, todos aplicamos la inteligencia naturalista al reconocer plantas, animales, personas o elementos de nuestro entorno natural. Las interacciones con el medio físico nos ayudan a desarrollar la percepción de las causas y sus efectos y los comportamientos o fenómenos que puedan existir en el futuro; como por ejemplo la observación de los cambios climáticos que se producen en el transcurso de las estaciones del año y su influencia entre los humanos, los animales y las plantas. Una forma de desarrollar esta inteligencia es observando cada detalle de nuestra naturaleza y estar más en contacto con ella por medio de exploraciones y excursiones para conocer más los elementos de nuestro planeta. 
Existen personas que se encargan de experimentar y observar nuestro entorno natural, son los biólogos, ambientalistas, entre otros, quienes también defienden la naturaleza. Gardner postula que este tipo de inteligencia debió tener su origen en las necesidades de los primeros seres humanos, ya que su supervivencia dependía, en gran parte, del reconocimiento que hicieran de especies útiles y perjudiciales, de la observación del clima y sus cambios y de ampliar los recursos disponibles para la alimentación.

### Inteligencia emocional
La inteligencia emocional es una creación o una estructura que se refiere a las capacidades y habilidades psicológicas que implican el sentimiento, entendimiento, control y modificación de las emociones personales o extrañas, distinguir entre diferentes sentimientos y etiquetarlos apropiadamente, utilizar información emocional para guiar el pensamiento y la conducta, y administrar o ajustar las emociones para adaptarse al ambiente que lo rodea. 
- Aspectos biológicos: para comprender el gran poder de las emociones sobre la mente pensante y la causa del conflicto existente entre los sentimientos y la razón, debemos considerar la forma en que ha evolucionado el cerebro. La región más primitiva del cerebro es el tronco encefálico, que regula las funciones vitales básicas, como la respiración o el metabolismo, y lo compartimos con todas aquellas especies que solo disponen de un rudimentario sistema nervioso. De este cerebro primitivo emergieron los centros emocionales que, millones de años más tarde, dieron lugar al cerebro pensante: el neocórtex. El hecho de que el cerebro emocional sea muy anterior al racional y que este sea una derivación de aquel, revela con claridad las auténticas relaciones existentes entre el pensamiento y el sentimiento. El neocórtex permite un aumento de la sutileza y la complejidad de la vida emocional, aunque no gobierna la totalidad de la vida emocional porque, en estos asuntos, delega su cometido en el sistema límbico. Esto es lo que confiere a los centros de la emoción un poder extraordinario para influir en el funcionamiento global del cerebro, incluyendo a los centros del pensamiento.

- Capacidades implicadas: La inteligencia emocional engloba muchas habilidades tales como la motivación, la empatía, la autoconciencia emocional, una buena gestión de impulsos, etc.
- Podríamos dividir la inteligencia emocional en dos grandes bloques:

1. Inteligencia emocional intrapersonal: ¿Quién soy?, ¿Cómo me siento?, ¿Qué estoy sintiendo?, ¿Me conozco bien?, ¿Qué me hace sentir esta situación?, ¿Qué quiero en mi vida?, ¿Soy capaz de gestionar mis emociones; y si es así, cómo las gestiono?… Se trata de la gestión de uno mismo y de las propias emociones. Dentro de la inteligencia emocional podríamos destacar varias capacidades:  autoconocimiento, la autorregulación y la automotivación.
2. Inteligencia emocional interpersonal: ¿Cómo nos relacionamos con nuestro entorno? ¿Cómo nos relacionamos con otras personas? ¿Soy capaz de ponerme en el lugar de otra persona?… Este segundo bloque consiste en la gestión de uno mismo en referencia a los demás. Se trata de tener en cuenta todo el entorno que nos rodea. Para ello, son imprescindibles las siguientes capacidades o habilidades: conciencia social, teoría de la mente,  habilidades sociales, empatía y asertividad.

A continuación, algunas de las habilidades nombradas en estos dos grandes bloques:
- Capacidad de automotivación
- Empatía
- Autoconciencia emocional
- Control de impulsos
- Asertividad

## Inteligencia existencial filosófica
Es la capacidad de algunos seres humanos para utilizar la razón y el pensamiento en cuestiones existenciales, del tipo de, ¿quiénes somos?, ¿por qué estamos en el mundo?, ¿que hay después de la muerte?, etc. Las personas con esta capacidad buscan una conexión entre ellos y el mundo que los rodea. Estas personas suelen decantarse por disciplinas como la filosofía o la teología, para poder entender la conexión anterior.  
Además, los niños suelen tener gran inteligencia existencial, y suelen realizar muchas preguntas de este tipo.
Las personas con mayor inteligencia existencial suelen tener unas características; como su cercanía con todo lo relacionado con la naturaleza, son personas muy profundas, con unas ideas y unos principios muy claros. Ha habido grandes personajes a lo largo de la historia con esta capacidad, como Platón, que influenció a San Agustín.  

## Críticas
Howard Gardner afirma que existe una variedad de habilidades cognitivas, pero que existe una baja correlación entre ellas. Por ejemplo, la hipótesis postula que un niño que aprende a multiplicar fácilmente no es necesariamente más inteligente que un niño que tiene dificultades en la misma tarea. El niño al que le cuesta más tiempo perfeccionar esta tarea podría ser capaz de aprender a multiplicar con una aproximación diferente, podría ser excelente en otras tareas fuera de las matemáticas, o podría estar viendo y entendiendo la multiplicación a un nivel más profundo.
Los test de inteligencia y la psicometría sin embargo han demostrado que existe una alta correlación entre diferentes aspectos de la inteligencia, y no una «baja correlación» como dijo Gardner. Por tanto, la evidencia apoya más a la existencia de un factor único general de inteligencia y no a inteligencias múltiples. La hipótesis de las inteligencias múltiples ha sido ampliamente criticada por la psicología científica por su falta de evidencias, y porque es una hipótesis que depende del juicio subjetivo.
Además, existen limitaciones en los estudios sobre los métodos de instrucción inspirados en este modelo, puesto que no existe suficiente evidencia de esta teoría y sus intervenciones. Algunos autores sugieren que la enseñanza debería centrarse en el contenido que se aprende en lugar de adaptar la instrucción a estilos de aprendizaje individuales basados en la teoría de las inteligencias múltiples. 

### Definición de inteligencia
Una de las mayores críticas realizadas a la hipótesis de las inteligencias múltiples es que es una hipótesis ad hoc: Gardner no está interesado en profundizar y expandir el concepto de inteligencia, sino que prefiere negar por completo el concepto tradicional de inteligencia. Por tanto utiliza la palabra «inteligencia» donde en realidad quiere referirse a «habilidades» o «aptitudes».
Ha sido criticado por psicólogos científicos tales como Robert J. Sternberg, M. W. Eysenck, y S. Scarr. White (2006) señala que el criterio de selección y aplicación que realiza Gardner para elegir cuáles son las inteligencias no parte de una investigación, sino de un criterio subjetivo y arbitrario. Los defensores de las inteligencias múltiples argumentan que la definición tradicional de inteligencia es muy reduccionista, y que la hipótesis de Gardner refleja de forma más precisa la manera en la que los humanos piensan y aprenden.
Otra crítica es que Gardner jamás ha elaborado un test para evaluar las inteligencias múltiples que soporte su hipótesis. Él originalmente la definió como la habilidad para resolver problemas en una determinada cultura, o que se trata de lo que el estudiante está interesado en aprender. Por último admitió en una reseña en la que se desentiende de las críticas diciendo que no hay una definición fija, y que su juicio acerca de la inteligencia es más un juicio artístico y no basado en los hechos:

Sería muy deseable que existiera un algoritmo capaz de evaluar las múltiples inteligencias, lo que permitiría a los evaluadores detectar qué candidatos destacan en cada una de las posibles inteligencias. Pero hay que admitir que la elección o rechazo de candidatos en cada una de las múltiples inteligencias es un juicio mayoritariamente artístico y no científico.

De forma general, la inteligencia lingüística y lógico-matemática son reconocidas como inteligencias. Pero las habilidades artísticas, musicales, atléticas, etc. no lo son. Algunos críticos señalan que Gardner ignora las implicaciones reales de la inteligencia, que siempre han sido las habilidades necesarias que permiten a la persona tener éxito académico. Gardner escribe:
«Hay una resistencia injustificada a admitir que algunas habilidades arbitrarias pueden ser clasificadas como inteligencias, mientras que otras no».
Los críticos señalan que bajo este punto de vista se podría clasificar cualquier posible habilidad como una inteligencia, lo que conlleva a impedir el estudio de la inteligencia ya que diluye los conceptos tanto de talento como de habilidad. Por otro lado, Perry D. Klein critica la hipótesis y sus definiciones como tautológicas e infalsables. Tener una alta habilidad musical es explicado por ser bueno en música, al mismo tiempo que ser bueno en música es explicado por tener una alta habilidad musical.

### Críticas neopiagetianas
Andreas Demetriou señala que las hipótesis que sobrenfatizan la autonomía de las habilidades son tan simplistas como las hipótesis que sobrenfatizan la inteligencia general. Está de acuerdo con Gardner en que existen diferentes dominios de la inteligencia que son relativamente autónomos. Algunos de estas áreas, como son la verbal, espacial, matemática y social son identificadas por varias líneas de investigación en psicología. La hipótesis de Demetriou critica a Gardner porque no se da cuenta de que cada una de las áreas de la inteligencia se relaciona con las demás a través de varios subprocesos que conforman la inteligencia general del individuo, y que esta relación hace que la inteligencia sea eficiente. Estos subprocesos que relacionan las diversas áreas de la inteligencia son la velocidad de procesamiento, funciones ejecutivas, memoria de trabajo, y procesos meta-cognitivos que subyacen a la consciencia y la autorregulación. Todos estos procesos se integran y conforman la inteligencia general del individuo.

### Tests de inteligencia
Howard Gardner afirma que los test de inteligencia solo miden la inteligencia lógico-matemática y lingüística. Señala que es importante realizar nuevos test que sean capaces de evaluar la inteligencia de una forma más justa. Mientras que las pruebas tradicionales de lápiz y papel favorecen las habilidades lógicas y lingüísticas, Gardner propone que se deben hacer nuevas pruebas que diferencien diferentes modalidades de pensamiento.
Sin embargo, esta crítica de Gardner hacia los test de inteligencia es respondida por el psicólogo Kauffman. No es cierto que las pruebas de inteligencia se basen únicamente en cuestionarios de lápiz y papel. Desde hace 70 años se evalúa la capacidad espacial, visual, y manipulativa. Los tests de inteligencia resumen los resultados con una única puntuación, pero esa puntuación se puede desglosar en diferentes puntuaciones a través de las cuales se ha obtenido. En definitiva, la puntuación obtenida por un test de inteligencia no expresa que esta sea una unidad homogénea, y actualmente la concepción mayoritaria de lo que es este rasgo psicológico es la de un conjunto de habilidades mentales que pueden ser organizadas jerárquicamente según su grado de abstracción.

## Uso en la educación
Howard Gardner define la inteligencia como «la capacidad de resolver problemas o elaborar productos que sean valiosos en una o más culturas». De acuerdo con Gardner, hay muchas maneras de hacer esto y no solo por medio de la inteligencia matemáticas y lingüísticas. Gardner cree que el propósito de la escuela:
«debería de ser desarrollar todas las inteligencias y ayudar a las personas a alcanzar metas que sean apropiadas para su inteligencia (la cual tengan más desarrollada). Él cree que las personas que son ayudadas para hacer esto, van a ser más comprometidas y competentes y por lo tanto, más inclinadas a servir a la sociedad de una manera constructiva».
Gardner sostiene que el test del Cociente Intelectual, se enfoca mayormente en la inteligencia lógico matemática y la inteligencia lingüística. Y que una persona que consiga un buen resultado en estas pruebas tendrá más posibilidades de asistir a un colegio o universidad de prestigio que alguien que obtenga un resultado bajo. Mientras muchos estudiantes trabajan bien bajo este ambiente, otros no.

El estándar del test del cociente intelectual mesura el conocimiento adquirido en un momento en particular, estos tests solo pueden proporcionar una visión «congelada» del conocimiento. Pero no pueden evaluar o predecir la capacidad de una persona para aprender, para asimilar la nueva información, o para resolver nuevos problemas.
Helding (2009)

La hipótesis de Gardner argumenta que los estudiantes tendrán una mejor educación si se tiene una visión más amplia de esta, en donde los profesores usen diferentes metodologías, ejercicios y actividades que lleguen a todos los estudiantes, no solo a aquellos que tienen éxito en la inteligencia lingüística y matemática, sino a todos los alumnos. Esta hipótesis desafía a los docentes a encontrar formas que funcionen para los diferentes estudiantes a aprender el tema que se imparte, como podría ser por medio de actividades didácticas (obras de teatro, crear programas de radio o televisión, hacer carteles, tomar fotografías, diseñar, crear coreografías, escribir poemas o pintar entre otros métodos).
El artículo de James Traub en el periódico The New Republic ha notado que la hipótesis de Gardner no ha sido aceptado por muchos académicos o profesores en inteligencia. Gardner postula que «mientras la hipótesis de las Inteligencias Múltiples aunque consistente con mucha evidencia empírica, no ha sido sometido a pruebas experimentales fuertes... sin embargo en el área de educación, actualmente se está examinando en muchos proyectos la aplicación de esta hipótesis en el proceso de enseñanza-aprendizaje, como es el proyecto Spectrum.
El psicólogo cognitivo George Miller, escribió en el periódico The New York Times Book Review que los argumentos de Gardner consisten en «corazonadas y opiniones». Jerome Bruner llamó a las «inteligencias» de Gardner como una «ficción útil», y Charles Murray y Richard J. Herrnstein en The Bell Curve (1994), mencionan que la hipótesis de Gardner «esta carente de evidencia psicométrica u otra evidencia cuantitativa».
Thomas Armstrong argumenta que la educación de Waldorf emplea las siete inteligencias originales de Gardner. A pesar de la falta de aceptación en la comunidad de la psicología, la hipótesis de Gardner ha sido aceptada y adoptada por muchas escuelas, en donde por lo general es utilizada para sustentar el debate sobre los estilos y métodos de aprendizaje, además de que cientos de libros han sido escritos acerca de la aplicaciones en la educación.
El mismo Gardner ha dicho que «le inquieta» que los docentes traten de utilizar su hipótesis en la educación.